# 에드문트 로스만
에드문트 "파울레" 로스만(독일어: Edmund "Paule" Roßmann, 1918년 1월 11일 ~ 2005년 4월 4일)은 독일의 공군 군인이다. 제2차 세계대전 때 640회 출격하여 적기 93기를 격추시킨 에이스 전투조종사이다. 격추수 세계 최고인 에리히 하르트만을 지도한 선임이었다.
1940년 3월 1일 하사 계급으로 제52전투비행단 제7전투비행집단(7./JG 52)으로 발령나 프랑스 공방전 및 영국 본토 항공전에 참여했다. 바르바로사 작전 때 JG 52가 동부전선으로 이동하기 전까지 서부전선에서 6건의 공중전 승리를 거두었다.
1941년 말까지 32건의 공중전 승리를 거두었고, 250회 출격 및 49회 승리를 달성한 뒤 기사십자 철십자장을 수훈받았다. 1942년 3월에서 6월 사이에는 동부보충전투비행집단(EJGr Ost)에서 교관으로 활동했다. 1942년 말까지 격추수가 그전의 두배가 되었고 1942년 11월 29일 80번째 적기를 격추했다.
1943년 7월 9일 로스만은 러시아 전선 후방에 추락한 동료 비행사를 구출하기 위해 나갔다가 포로로 잡혔다. 전쟁이 끝난 이후인 1949년 석방되었다.

## 참고 문헌
- Fellgiebel, Walther-Peer (2000) [1986]. 《Die Träger des Ritterkreuzes des Eisernen Kreuzes 1939–1945 — Die Inhaber der höchsten Auszeichnung des Zweiten Weltkrieges aller Wehrmachtteile》 [The Bearers of the Knight's Cross of the Iron Cross 1939–1945 — The Owners of the Highest Award of the Second World War of all Wehrmacht Branches] (독일어). Friedberg, Germany: Podzun-Pallas. ISBN 978-3-7909-0284-6.
- Obermaier, Ernst (1989). 《Die Ritterkreuzträger der Luftwaffe Jagdflieger 1939 – 1945》 [The Knight's Cross Bearers of the Luftwaffe Fighter Force 1939 – 1945] (독일어). Mainz, Germany: Verlag Dieter Hoffmann. ISBN 978-3-87341-065-7.
- Patzwall, Klaus D.; Scherzer, Veit (2001). 《Das Deutsche Kreuz 1941 – 1945 Geschichte und Inhaber Band II》 [The German Cross 1941 – 1945 History and Recipients Volume 2] (독일어). Norderstedt, Germany: Verlag Klaus D. Patzwall. ISBN 978-3-931533-45-8.
- Scherzer, Veit (2007). 《Die Ritterkreuzträger 1939–1945 Die Inhaber des Ritterkreuzes des Eisernen Kreuzes 1939 von Heer, Luftwaffe, Kriegsmarine, Waffen-SS, Volkssturm sowie mit Deutschland verbündeter Streitkräfte nach den Unterlagen des Bundesarchives》 [The Knight's Cross Bearers 1939–1945 The Holders of the Knight's Cross of the Iron Cross 1939 by Army, Air Force, Navy, Waffen-SS, Volkssturm and Allied Forces with Germany According to the Documents of the Federal Archives] (독일어). Jena, Germany: Scherzers Militaer-Verlag. ISBN 978-3-938845-17-2.
- Spick, Mike (1996). 《Luftwaffe Fighter Aces》. New York: Ivy Books. ISBN 978-0-8041-1696-1.
- Weal, John (2007). 《More Bf 109 Aces of the Russian Front》. Oxford, UK: Osprey Publishing. ISBN 978-1-84603-177-9.